# 籃靖玟
籃籃（1996年7月16日—），台灣女藝人、舞者、主持人，本名籃靖玟，前Rakuten Girls總隊長，現擔任中華職棒樂天桃猿應援團推進隊長。

## 生涯
2017年，獲得LamiGirls徵選「星計畫」總決賽冠軍。
2019年，擔任瘋神無雙固定班底，為中華職棒史上第一位活躍於台灣演藝圈的現役啦啦隊員。
2020年，宣布加入懿想天開主持群。
2021年，樂天桃猿球團宣布籃籃接任Rakuten Girls隊長。同年也宣布加入綜藝新時代主持群。
2022年，樂天桃猿球團宣布籃籃連任Rakuten Girls隊長並兼任樂天女孩CEO。1月宣布加入綜藝大集合主持群。8月受韓國BRG卡片公司邀請到韓國職棒擔任開球嘉賓，成為TWICE台灣籍成員周子瑜之後第二位到韓國職棒擔任開球嘉賓的台灣人。9月以綜藝大集合主持群身分入圍第57屆金鐘獎，為Rakuten Girls隊史及中華職棒史上第一位入圍金鐘獎的現役啦啦隊員。10月以綜藝大集合主持群身分入圍亞洲影視創意大獎，為Rakuten Girls隊史及中華職棒史上第一位入圍國際影視獎項的現役啦啦隊員，也是全球第一位入圍國際影視獎項的啦啦隊員。10月10日在樂天桃猿《辣酷甜趴》以Rakuten Girls隊長身分擔任主場開球嘉賓，成為全球第一位在中華職棒和韓國職棒都擔任過開球嘉賓的藝人。10月25日宣布加入天才衝衝衝主持群。
2023年3月3日，樂天球團宣布由隊長籃籃帶領Yuri、林襄、孟潔、苡萱及雅涵受邀參與美國職業棒球大聯盟於8月27日舉辦的第18屆大都會台灣日（Mets Taiwan Day）的活動，成為全球第一位在中華職棒、韓國職棒、美國大聯盟都擔任過開球嘉賓的藝人 。
2023年，樂天桃猿球團宣布籃籃連任Rakuten Girls隊長並兼任樂天女孩CEO，為Rakuten Girls隊史第一位連3年擔任隊長及連任樂天女孩CEO的成員。
2024年，籃籃晉升總隊長一職，也正式成為管理團隊的一員。
2025年，樂天桃猿球團宣布籃籃全新職位推進隊長，也正式成為猴系因仔應援團的一員。

## 啦啦隊經歷

### 棒球之啦啦隊
| 年份       | 隊伍名稱               | 備註                                                                |
| 2017－2019 | LamiGirls              | 中華職棒Lamigo桃猿啦啦隊                                            |
| 2020－2024 | Rakuten Girls          | 中華職棒樂天桃猿啦啦隊，2021-2023年擔任隊長，並於2022-2023年兼任CEO |
| 2025－     | 中華職棒樂天桃猿應猿團 | 擔任推進隊長，為中華職棒首位全新應援團職位                          |

### 籃球之啦啦隊
| 年份       | 隊伍名稱         | 備註       |
| 2020－2021 | 桃園領航猿啦啦隊 | 專屬啦啦隊 |

## 電視劇
| 年份   | 頻道 | 劇名       | 角色 |
| ------ | ---- | ---------- | ---- |
| 2025年 | 民視 | 《好運來》 | 籃籃 |

## 主持作品

### 網路節目
| 年份      | 名稱               | 備註                                                                           |
| 2018      | 《花樣旅途》       |                                                                                |
| 2018      | 《搞什麼玩》       |                                                                                |
| 2019      | 《卡提諾搞什麼玩》 | 固定班底                                                                       |
| 2020-2023 | 《懿想天開》       | 與李懿、陳詩雅、巫苡萱、倪暄、曲羿、雅涵、林襄、林馨、冼迪琦、廖苡任共同主持。 |
| 2022-2023 | 《STRIKE！》       | 懿想天開分支節目，與曲羿、林馨、廖苡任共同主持。                               |
| 2023-2024 | 《今天衝瞎蜜》     | 天才衝衝衝分支節目，與徐凱希、巫苡萱、張文綺共同主持。                         |
| 2025-     | 《行!鬥陣出國去!》 | 由詹姆士、黃鐙輝、邵大倫、孫淑媚、黃姵嘉六位藝人輪流搭檔主持。                 |

### 電視節目
| 年份      | 名稱             | 備註                                                                                             |
| 2019      | 《瘋神無雙》     | 固定班底                                                                                         |
| 2021-     | 《綜藝新時代》   | 與楊繡惠、阿翔共同主持。                                                                         |
| 2022-     | 《綜藝大集合》   | 與胡瓜、阿翔、郭忠祐、張家瑋、賴慧如共同主持。                                                   |
| 2022-     | 《天才衝衝衝》   | 與徐乃麟、曾國城、張文綺、徐凱希、巫苡萱共同主持。                                               |
| 2022-2023 | 《小明星大跟班》 | 與林襄、艾融、慈妹、鹿希派、林莎、岑妮、羽葤、何美等人輪流代班，與吳宗憲以三人組的方式共同主持。 |
| 2024年    | 《女孩好野》     | 與張立東、李多慧、林襄、風田、沈玉琳共同主持                                                     |

## 音樂作品
| 年份          | 歌名                  | 備註                                               |
| 2017年8月4日  | 《勇氣的每一秒》      | 與LamiGirls共同演出                                |
| 2017年8月9日  | 《溫室開不出的花》    | 與LamiGirls共同演出                                |
| 2018年9月10日 | 《Love Me More》      | 與LamiGirls共同演出                                |
| 2019年8月6日  | 《Dancing Hoilday》   | 與LamiGirls共同演出                                |
| 2019年8月19日 | 《Dancing Queen》     | 與LamiGirls共同演出                                |
| 2020年5月4日  | 《明天的太陽》        | 與紀儀羚、巫苡萱、張語芯、菲菲、曲羿、沐妍共同演出 |
| 2020年9月22日 | 《Rock You Everyday》 | 與Rakuten Girls共同演出                            |
| 2021年9月10日 | 《一起勇敢》          | 與Rakuten Girls共同演出                            |
| 2022年10月7日 | 《Rise Up》           | 與Rakuten Girls共同演出                            |
| 2023年10月7日 | 《Ready Go》          | 與Rakuten Girls共同演出                            |
| 2024年9月28日 | 《I'm The One》       | 與Rakuten Girls(白隊)共同演出                      |

## 影視作品

### MV
| 年份 | 名稱            | 備註                                      |
| 2020 | 玖壹壹《LOCAL》 | 舞者 與Peggy、白白、Rakuten Girls共同出演 |

### 電影
| 年份 | 名稱       | 備註             |
| 2016 | 六弄咖啡館 | 飾演三年三班同學 |

### 舞台劇
| 名稱                      | 備註           |
| 《麥克傑克森is this it?》 | 飾演翠珊       |
| 《芳心之罪》              | 飾演丁美若     |
| 《媽祖五巷196號》         | 飾演主持人可莉 |
| 《獨自旅行在冬季-迷你版》 | 飾演莉莉       |
| 《c:/迴放青春‧‧‧》        | 飾演籃小琦     |

## 出版物

### 寫真
| 名稱               | 備註                   |
| 《籃得遇見你》     | 2020年第一本個人寫真書 |
| 《籃朋友》         | 2022年樂天女孩寫真桌曆 |
| 《籃朋友》         | 2023年樂天女孩寫真桌曆 |
| 《人生好籃》       | 2024年樂天女孩寫真桌曆 |
| 《2024 夏夕·夏景》 | 2024年籃籃寫真掛曆     |
| 《2025 瓦冬·北調》 | 2025年籃籃寫真掛曆     |

## 獎項紀錄

### 電視金鐘獎
| 年份   | 獲提名         | 獎項                         | 結果 |
| ------ | -------------- | ---------------------------- | ---- |
| 2022年 | 《綜藝大集合》 | 第57屆金鐘獎綜藝節目主持人獎 | 提名 |

### 亞洲影視創意大獎
| 年份   | 獲提名         | 獎項                             | 結果 |
| ------ | -------------- | -------------------------------- | ---- |
| 2022年 | 《綜藝大集合》 | 亞洲影藝創意大獎綜藝節目主持人獎 | 提名 |

### 亞洲電視大獎
| 年份   | 獲提名         | 獎項                               | 結果 |
| ------ | -------------- | ---------------------------------- | ---- |
| 2023年 | 《綜藝大集合》 | 第28屆亞洲電視大獎綜藝節目主持人獎 | 待定 |

## 備註
1. ↑  .   [2020-02-19]. （原始内容存档于2020-07-12）.
2. ↑  .   [2020-09-11]. （原始内容存档于2021-10-22）.

## 外部連結
- 籃籃 Lanlan的Facebook專頁
- 籃籃的Instagram帳戶
- らんらん籃籃的X（前Twitter）
- YouTube上的籃靖玟頻道